# Herman Wouk
Herman Wouk (Nova Iorque, 27 de maio de 1915 - Palm Springs, California, 17 de maio de 2019) foi um escritor best-seller norte-americano. Foi vencedor do Prêmio Pulitzer e autor de um notável número de romances, incluindo The Caine Mutiny, The Winds of War e War and Remembrance.
Herman Wouk foi o escritor da obra ESTE ÉS MI DIOS (da editora PLAZA & JANES, S.A em abril de 1961) - escrito em espanhol, aborda a história do Povo e da Religião Judia de modo claro e inusitado.